# Perrigny-lès-Dijon
Perrigny-lès-Dijon là một xã thuộc tỉnh Côte-d'Or trong vùng Bourgogne-Franche-Comté miền đông nước Pháp.